# Клаверак (Нью-Йорк)
Клаверак (англ. Claverack) — місто (англ. town) в США, в окрузі Колумбія штату Нью-Йорк. Населення — 6058 осіб (2020).

## Демографія
Згідно з переписом 2010 року, у місті мешкала 6021 особа в 2478 домогосподарствах у складі 1551 родини. Було 2960 помешкань
Расовий склад населення:
| - 93,4 % — білих - 3,0 % — чорних або афроамериканців - 0,7 % — азіатів - 0,1 % — корінних американців |

До двох чи більше рас належало 2,0 %. Частка іспаномовних становила 3,4 % від усіх жителів.
За віковим діапазоном населення розподілялося таким чином: 20,3 % — особи молодші 18 років, 58,9 % — особи у віці 18—64 років, 20,8 % — особи у віці 65 років та старші. Медіана віку мешканця становила 46,2 року. На 100 осіб жіночої статі у місті припадало 99,0 чоловіків;  на 100 жінок у віці від 18 років та старших — 95,5 чоловіків також старших 18 років.
Середній дохід на одне домашнє господарство  становив 68 981 долар США (медіана — 52 879), а середній дохід на одну сім'ю — 91 399 доларів (медіана — 72 875). Медіана доходів становила 54 637 доларів для чоловіків та 48 497 доларів для жінок. За межею бідності перебувало 12,5 % осіб, у тому числі 20,6 % дітей у віці до 18 років та 10,0 % осіб у віці 65 років та старших.
Цивільне працевлаштоване населення становило 2784 особи. Основні галузі зайнятості: освіта, охорона здоров'я та соціальна допомога — 31,4 %, науковці, спеціалісти, менеджери — 9,0 %, роздрібна торгівля — 8,0 %, виробництво — 7,5 %.